# Luis Procuna
Luis Procuna Montes (Cidade do México, 23 de julho de 1923 – El Salvador, 10 de agosto de 1995) foi um toureiro mexicano.